# Mennoniterna

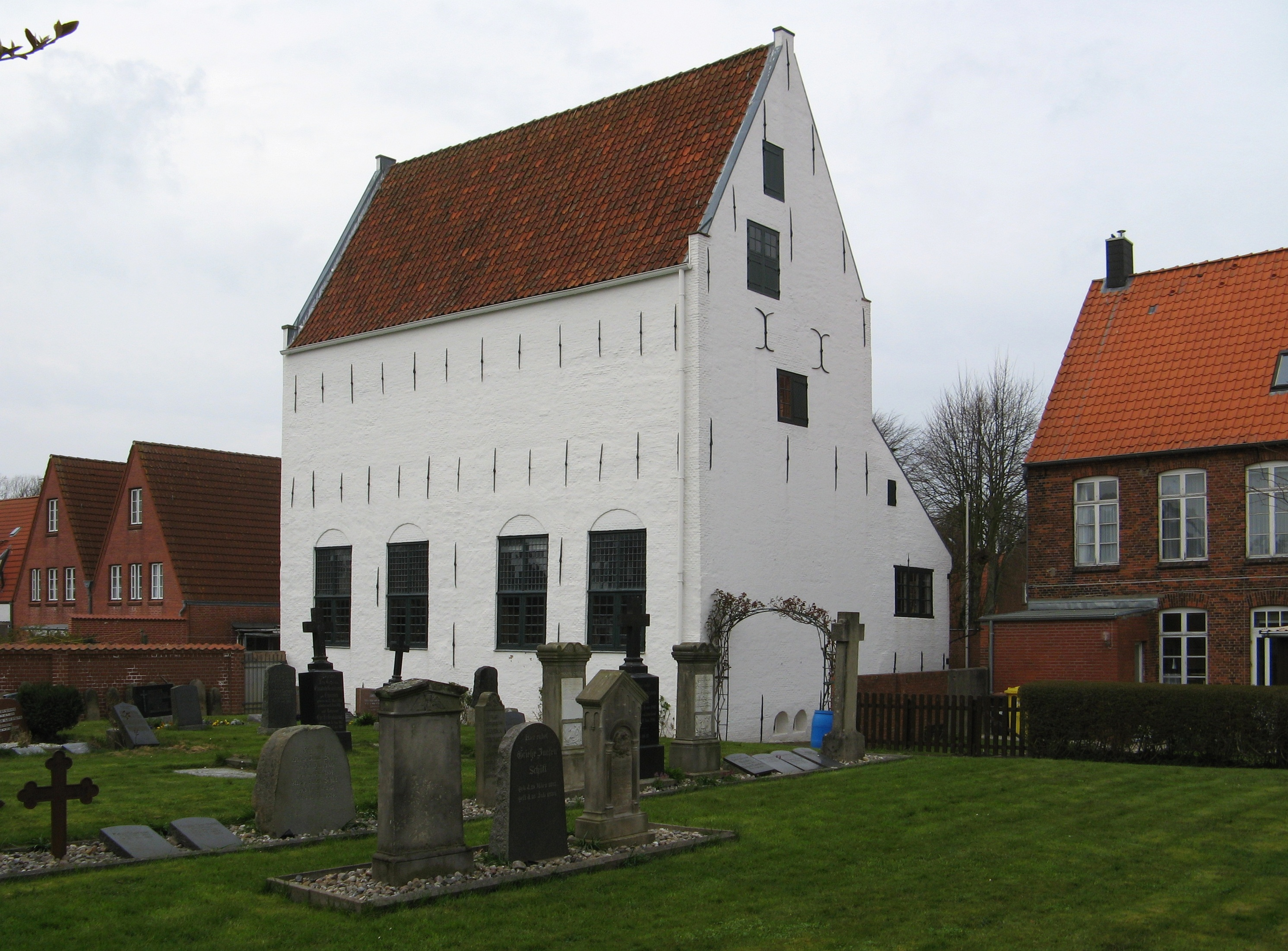
Mennonitkyrka i Friedrichstadt i Schleswig-Holstein, Tyskland.

Mennoniterna är en protestantisk, anabaptistisk frikyrka som har sin bakgrund i den radikala reformationen under 1500-talet. Namnet har man fått efter den frisiske predikanten Menno Simons. Ursprungligen användes ordet mennonit som ett öknamn av utomstående, men det kom med tiden att användas av de troende själva.
Det finns flera mennonitiska samfund, som skiljer sig åt en del när det gäller livsstil och religiös utövning. Vad som förenar dem är den anabaptistiska dopsynen med vuxendop, aktivt fredsarbete och pacifism samt ett starkt diakonalt engagemang. Mennoniterna driver biståndsorganisationer som Mennonitiska Katastrofhjälpen (MDS) och Mennonitiska Centralkommittén (MCC). Amerikanska mennoniter bedriver över 100 rättviseaffärer under namnet Ten Thousand Villages. Karakteristiskt är också en stark accentuering av den personliga tron, vägran att göra militärtjänst och att svära ed (efter bergspredikan) och en symbolisk nattvardssyn, där nattvarden framför allt ses som åminnelse och som uttryck för den kristna gemenskapen. Dop och nattvard uppfattas inte som sakrament.
Mennoniterna har en kongregationalistisk struktur, där församlingarna spelar en central roll. Mennonitiska församlingar är dock ofta sammanslutna till större konferenser eller föreningar. Där finns inga bindande bekännelseskrifter.
Några församlingar, i Kanada, USA, Storbritannien, Tyskland, Australien, Paraguay, Belize och Ryssland, lever i små kollektiv, avskilda från omvärlden, såsom Hutteriter och Bruderhof. 
En konservativ grupp bland mennoniterna, och den mest kända, är amishfolket. Den mest konservativa gruppen bland mennoniterna är Swartzentruber Amish (en subgrupp till Old Order Amish).

## Mennonitkyrkor
De sex största mennonitsamfunden är:
- Mennonite Brethren Church
- Meserete Kristos Church
- Mennonite Church USA
- Brethren in Christ
- Communauté Mennonite au Congo
- Kanisa La Mennonite

Mennonitiska världskonferensen är ett internationellt nätverk av 96 mennonitförsamlingar från 51 länder i sex världsdelar, med över 400 000 medlemmar eller omkring 30 % av världens mennoniter. Bland mennonitsamfunden i Europa finns Algemene Doopsgezinde Sociëteit i Nederländerna, Arbeitsgemeinschaft Mennonitischer Gemeinden i Tyskland, Konferenz der Mennoniten (Alttäufer) i Schweiz, Mennonitische Freikirche i Österrike och Association des Églises Évangéliques Mennonites i Frankrike. På 1900-talet fanns mennoniterna även i Danmark och i Skåne. År 1923 uppförde den radikalpietistiska-mennonitiska brödraförsamlingen en kyrka på Spångatan i Malmö.